# Cibolo, Texas
Cibolo là một thành phố thuộc quận Guadalupe, tiểu bang Texas, Hoa Kỳ. Năm 2010, dân số của xã này là 15349 người.

## Dân số
- Dân số năm 2000: 3035 người.
- Dân số năm 2010: 15349 người.